# Miss Grain de sel
Pour plus de détails, voir Fiche technique et Distribution.
Miss Grain de sel (Miss Grant Takes Richmond) est un film américain réalisé par Lloyd Bacon et sorti en 1949.

## Synopsis
Dick Richmond (William Holden), un bookmaker, utilise une agence immobilière bidon pour faire tourner en douce une activité de paris. Il engage Ellen Grant (Lucille Ball) comme secrétaire pensant qu'elle ne soupçonne pas ses activités.

## Fiche technique
- Titre original : Miss Grant Takes Richmond
- Titre français : Miss Grain de sel
- Réalisation : Lloyd Bacon
- Scénario : Nat Perrin, Devery Freeman, Frank Tashlin
- Direction artistique : Walter Holscher (en)
- Décors : James Crowe
- Costumes : Jean Louis
- Photographie : Charles Lawton Jr.
- Son : Lambert E. Day
- Montage : Jerome Thoms
- Musique : Heinz Roemheld
- Production : S. Sylvan Simon
- Société de production : Columbia Pictures Corporation
- Société de distribution : Columbia Pictures
- Pays de production :  États-Unis
- Langue originale : anglais
- Format : noir et blanc — 35 mm — 1.37:1 — son monophonique
- Genre : Comédie romantique
- Durée : 87 minutes
- Dates de sortie :
  - États-Unis : 20 septembre 1949
  - France : 5 mai 1950

## Distribution

### Acteurs principaux
- Lucille Ball : Ellen Grant
- William Holden : Dick Richmond
- Janis Carter : Peggy Donato
- James Gleason : Timothy P. Gleason
- Gloria Henry : Helen White
- Frank McHugh : Mr. Kilcoyne
- George Cleveland : le juge Ben Grant
- Stephen Dunne : Ralph Winton

### Acteurs secondaires
- Eddie Acuff : le chauffeur de bus (non crédité)
- Peter Brocco : l'acheteur potentiel de la maison, père des triplés (non crédité)
- Harry Cheshire : Leo Hopkins (non crédité)
- Cliff Clark : l'entrepreneur (non crédité)
- Harry Harvey : le conseiller (non crédité)
- Charles Lane : Mr. Woodruff (non crédité)
- Hank Mann : un des ouvriers de Johnson (non crédité)
- Paul Newlan : un truand (non crédité)
- Jack Overman : un truand (non crédité)
- Jack Perrin : un des ouvriers de Johnson (non crédité)
- Roy Roberts : le contremaître de Roberts (non crédité)
- Michael Ross : un truand (non crédité)
- Jeffrey Sayre : le patron du nightclub (non crédité)
- Arthur Space : l'architecte (non crédité)
- Marjorie Stapp (non créditée)
- Larry Steers : le patron du nightclub (non crédité)
- Will Wright : Roscoe Johnson (non crédité)